# 2001 маніяк
«2001 Маніяк» (англ. 2001 Maniacs) — американський фільм жахів.

## Сюжет
Дві групи студентів вирушають під час канікул на пляжі Флориди. І випадково опиняються в невеликому гостинному містечку Чудна Долина, в якому його жителі і мер Бакман готують грандіозне свято. Веселощі, частування та різноманітні заборонені задоволення переконують гостей залишитися на всю ніч. Щоб трохи пізніше стати учасниками головного сюрпризу!

## У ролях
- Роберт Інглунд — мер Бакман
- Лін Шей — бабуся Бун
- Джузеппе Ендрюс — Харпер Александр
- Джей Гіллеспі — Андерсон Лі
- Марла Малкольм — Джої
- Ділан Едрінгтон — Нельсон
- Меттью Кері — Корі
- Петер Стормаре — Професор Акерман
- Джина Марі Хікін — Кет
- Брайан Гросс — Рікі
- Масхонд Лі — Малкольм
- Бьянка Сміт — Лія
- Брендан МакКарті — Руфус
- Адам Робітел — Лестер
- Кріста Кемпбелл — Мілк Майден
- Венді Кремер — Пічес
- Крістін Мішель — Глендора
- Коді Кітчен — Естер
- Райан Флемінг — Хакелбіллі
- Елай Рот — Джастін
- Скотт Шпігель — музикант